# The Ghost of You
The Ghost of You è il quarto singolo tratto dall'album Three Cheers for Sweet Revenge del gruppo musicale statunitense My Chemical Romance pubblicato nel 2005 dall'etichetta discografica Reprise Records.

## Composizione e pubblicazione
In un'intervista con MTV il frontman del gruppo Gerard Way ha affermato che la canzone è stata ispirata da una frase apparsa nella miniserie a fumetti Watchmen.

## Video musicale
Il video musicale ufficiale è stato girato a Malibù e diretto dal regista Marc Webb; in esso vengono illustrate sequenze girate ad una festa delle forze armate, probabilmente organizzata prima della partenza dei militari verso il fronte, alternate a quelle del campo di battaglia dello sbarco in Normandia, ispirate al film Salvate il soldato Ryan.
Il settimanale britannico Kerrang! nel 2021 in una sua classifica dei video musicali del gruppo ha posto il videoclip di The Ghost of You al 4º posto apprezzando in particolare la forte presenza di "tragedia e drammaticità" con particolare riferimento alla scena in cui il pavimento della sala da ballo della festa si dissolve per lasciare spazio al campo di battaglia, reputando questa sola scena "meritevole di un premio Oscar".

## Tracce
CD promozionale
1. The Ghost of You – 3:23

CD (Regno Unito ed Europa)
1. The Ghost of You – 3:17
2. Helena (live) – 4:34

CD (Regno Unito)
1. The Ghost of You – 3:17
2. I'm Not Okay (I Promise) (live) – 3:01
3. Cemetery Drive (live) – 3:01

CD (Stati Uniti d'America)
1. The Ghost of You – 3:15

45 giri
1. The Ghost of You – 3:14
2. Helena (live) – 4:31

Download digitale
1. The Ghost of You (audio dall'editing del video) – 3:15
2. I'm Not Okay - I Promise (live al Warped Tour 2005) – 2:59
3. Cemetery Drive (live al Warped Tour 2005) – 2:58

## Formazione
- Gerard Way - voce
- Ray Toro - chitarra solista,  cori
- Frank Iero - chitarra ritmica, cori
- Mikey Way - basso
- Matt Pelissier - batteria

## Classifiche
| Classifica (2005)          | Posizione massima |
| -------------------------- | ----------------- |
| Regno Unito (Singles)      | 27                |
| Regno Unito (Rock & Metal) | 1                 |